# VSS Vintorez
VSS Vintorez (rusky: ВСС Винтовка Снайперская Специальная = puška odstřelovací speciální, Винторез = závitník) je sovětská/ruská odhlučněná odstřelovací puška, určená pro speciální vojenské, policejní a bezpečnostní jednotky. Zbraň byla vyvinuta počátkem 80. let v Ústředním vědecko-výzkumném ústavu přesného strojírenství (ЦНИИ Точного Машиностроения, ЦНИИ Точмаш) v Klimovsku pod vedením Petra Serdjukova (П. Сердюков). Společně se zbraní bylo vyvinuto speciálně podzvukové střelivo ráže 9×39 mm, odstřelovací SP-5 a průbojné SP-6.
Zbraň VSS Vintorez má prakticky stejnou konstrukci jako od ní odvozená bezhlučná útočná puška AS Val, liší se především pevnou pažbou a optickým zaměřovačem.

## Konstrukce
VSS Vintorez je automatická puška se závěrem uzamčeným otočným závorníkem, pracující na principu odběru plynů z hlavně. Píst je spojen s nosičem závorníku a funkci Bicího mechanizmu plní přímoběžný úderník nízké hmotnosti (podobný bicí mechanismus má i Sa vz. 58). Přední část hlavně, od připojení plynového válce, má v sobě několik řad spirálovitě umístěných otvorů, kterými část spálených plynů přechází z dna drážek hlavně do integrovaného tlumiče hluku . Tlumič hluku je expanzní, s kovovými přepážkami. Plyny z hlavně jsou odvedeny do zadní části tlumiče a snížení tlaku plynů probíhá již během pohybu střely v hlavni, což zvyšuje efektivnost tlumení hluku výstřelu. Tlumič lze demontovat pro účely čištění a přepravy, střelba bez tlumiče je zakázána. Vlastní hlaveň je dlouhá 200 mm a ve skutečnosti nedosahuje ani do poloviny délky integrovaného tlumiče. Pažba a pistolová rukojeť jsou z laminovaného dřeva skeletové konstrukce, integrované do jednoho celku a podobně jako tlumič, snadno demontovatelné. Zbraň je vybavena otevřenými mířidly s nastavením do 400 metrů, primárním zaměřovačem je ale optický zaměřovač PSO-1 se záměrnou osnovou upravenou pro náboj SP-5 a SP-6 a čtyřnásobným zvětšením. Je možné použít i noční optický zaměřovač NSPU-3 se stejnou úpravou. Do zbraně lze použít zásobníky na 10 nebo na 20 nábojů . Primárním režimem střelby je střelba jednotlivými výstřely, zbraň je ale schopna i střelby dávkou. Při střelbě dávkou výrazně klesá účinnost integrovaného tlumiče hluku.
Délka zbraně je 894 mm, délka hlavně je 200 mm, hmotnost s prázdným zásobníkem je 2,6 kg, s náboji a optickým zaměřovačem PSO-1 3,41 kg. Kapacita zásobníku je 10 nebo 20 nábojů. Teoretická rychlost střelby je 700 ran za minutu. Vzdálenost mířené střelby je do 400 metrů přes den a 300 metrů v noci, reálné použití se dá předpokládat na vzdálenost méně než 300 metrů (limitovaná je především vlivem větru, tvarem balistické křivky a dobou letu pomalé střely). Pro speciální operace lze rozmontovanou zbraň se dvěma zásobníky, denním zaměřovačem PSO-1 a nočním zaměřovačem NSPU-3 přepravovat v kufříku s rozměry 450 x 370 x 140 mm.